# Huachuang International Plaza Tower 1
La Huachuang International Plaza Tower 1 est un gratte-ciel de 300 mètres construit en 2017 Changsha en Chine. 